# Umaima (cràter)
Umaima és un cràter d'impacte en el planeta Venus de 6,9 km de diàmetre. Porta el nom d'un antropònim àrab, i el seu nom va ser aprovat per la Unió Astronòmica Internacional el 1997.